# Ông chú của tôi
Ông chú của tôi (tiếng Hàn: 나의 아저씨; Romaja: Na-ui ajeossi) là một bộ phim truyền hình Hàn Quốc năm 2018 với sự tham gia của Lee Sun-kyun và IU. Bộ phim do Kim Won-seok đạo diễn và Park Hae-young viết kịch bản. Được sản xuất bởi Chorokbaem Media, bộ phim được phát sóng trên tvN vào năm 2018 vào thứ Tư và thứ Năm hàng tuần lúc 21:30 (KST).
Bộ phim đã nhận được sự hoan nghênh nhiệt liệt của giới phê bình, giành giải Phim truyền hình xuất sắc nhất tại lễ trao giải Baeksang Arts Awards lần thứ 55.

## Tóm tắt
Ông chú của tôi kể về câu chuyện của ba anh em đang trải qua những áp lực trong cuộc sống của tuổi trung niên và một cô gái trẻ mạnh mẽ, lạnh lùng, người đã phải sống một cuộc đời khó khăn. Họ đến bên nhau và giúp nhau hàn gắn những vết sẹo trong quá khứ.

## Diễn viên

### Diễn viên chính
- Lee Sun-kyun trong vai Park Dong-hoon.

Người anh thứ hai trong số ba anh em. Anh là kỹ sư tại một công ty kiến trúc và anh luôn muốn sống một cuộc sống "an toàn". Anh là một người giản dị và nhẫn nhịn, nhưng thực ra lại sống hết mình vì những người anh yêu quý.
- IU trong vai Lee Ji-an

Một cô gái phải chịu nhiều khó khăn trong cuộc sống. Cô đã nhận nhiệm vụ phải tìm ra những điểm yếu của Park Dong Hoon từ CEO của công ty nơi cô đang làm tạm thời (cũng chính là công ty của Park Dong Hoon). Nhưng sau khi theo dõi cuộc sống của Park Dong Hoon cô dần nhận ra cô đã bị cuốn hút bởi anh và nhờ anh lần đầu tiên cô đã học được cách tin tưởng một người.
- Park Ho San trong vai Park Sang Hoon

Là anh cả trong số ba anh em. Bước vào tuổi trung niên anh bị sa thải khỏi công ty, nên anh bắt đầu kinh doanh nhưng gặp thất bại và cuối cùng bị đuổi ra khỏi nhà. Dù cho anh phải sống nhờ ở nhà mẹ ruột nhưng anh lại là một người lãng mạn và luôn tìm kiếm niềm vui trong cuộc sống.
- Song Sae Byeok trong vai Park Ki Hoon

Là em út trong số ba anh em. Anh từng được xem là một đạo diễn thiên tài bởi một bộ phim cá nhân anh làm khi còn trẻ đã được mời tham dự liên hoan phim Cannes. Tuy nhiên, đã 20 năm trôi qua từ những ngày rực rỡ đó mà anh vẫn chưa có thêm một tác phẩm thành công nào trong sự nghiệp đạo diễn của mình.

### Diễn viên phụ
- Go Doo-shim trong vai Byun Yo Soon

Mẹ của ba anh em. Một người mẹ luôn thương yêu lo lắng cho đứa con cả bị đuổi khỏi nhà và đứa con út vẫn chưa kết hôn dù đã bước qua tuổi 40.
- Lee Ji-ah trong vai Kang Yoon Hee

Vợ của Park Dong Hoon, cô và anh có một người con trai đang học tại nước ngoài. Cô là một luật sư có văn phòng riêng. Hiện tại cô đang ngoại tình với Do Joon Young, CEO của công ty mà Park Dong Hoon đang làm việc.
- Kwon Na-ra trong vai Choi Yoo Ra

Một diễn viên điện ảnh đã từng tham gia phim của Park Ki Hoon và cô có sự yêu thích đặc biệt dành cho anh.
- Jang Ki Yong trong vai Lee Kwang Il

Một kẻ cho vay nặng lãi.
- Jung Young Joo trong vai Jo Ae Ryun

Vợ của Park Sang Hoon.
- Kim Young Min trong vai Do Joon Young

Là hậu bối của Dong Hoon tại trường đại học và là CEO của công ty mà Park Dong Hoon và Ji An đang làm việc
- Ahn Seung Kyun trong vai Song Ki Bum

Là một người bạn của Ji An là một người hikikomori.
- Ryu Sun-young trong vai Jung Chae Ryung

Đồng nghiệp của Park Dong Hoon và Ji An.

## Quá trình sản xuất
Buổi đọc kịch bản đầu tiên được tổ chức vào ngày 18 tháng 12 năm 2017.
Vào ngày 19 tháng 2 năm 2018, Na Moon Hee đã rút khỏi dự án do bị trùng lịch trình và đã được thay thế bởi Go Doo Shim.
Vào ngày 28 tháng 2 năm 2018, Oh Dal Su đã bị buộc rút khỏi dự án do những cáo buộc về lạm dụng tình dục và được thay thế bởi Park Ho San.
Do những thay đổi diễn viên vào phút chót nên các diễn viên và đoàn làm phim đã phải làm việc nhiều ngày liên tục mà không được nghỉ ngơi khiến cho mọi người đều rất mệt mỏi. Vì vậy sau khi kết thúc tập 12, đoàn làm phim đã quyết định nghỉ ngơi một tuần trước khi tiếp tục, do vậy tập 13 và 14 đã được phát sóng lùi lại một tuần so với dự kiến (ngày 9 và 10/5/2018). Vào ngày 2/5/2018, để thay thế cho tập 13 thì đài truyền hình đã cho phát sóng tập đặc biệt của Ông chú của tôi.

## Nhạc phim

### OST Part 1
| Phát hành vào ngày 22 tháng 3 năm 2018 | Phát hành vào ngày 22 tháng 3 năm 2018 | Phát hành vào ngày 22 tháng 3 năm 2018 | Phát hành vào ngày 22 tháng 3 năm 2018 | Phát hành vào ngày 22 tháng 3 năm 2018 | Phát hành vào ngày 22 tháng 3 năm 2018 |
| STT                                    | Nhan đề                                | Phổ lời                                | Phổ nhạc                               | Nghệ sĩ                                | Thời lượng                             |
| -------------------------------------- | -------------------------------------- | -------------------------------------- | -------------------------------------- | -------------------------------------- | -------------------------------------- |
| 1.                                     | "That Man" (그 사나이)                 | Ham Jung-ah                            | Ham Jung-ah                            | Lee Hee-moon                           | 03:55                                  |
| 2.                                     | "That Man (Inst.)" (그 사나이 (Inst.)) |                                        | Ham Jung-ah                            |                                        | 03:55                                  |
| Tổng thời lượng:                       | Tổng thời lượng:                       | Tổng thời lượng:                       | Tổng thời lượng:                       | Tổng thời lượng:                       | 07:50                                  |

### OST Part 2
| Phát hành vào ngày 29 tháng 3 năm 2018 | Phát hành vào ngày 29 tháng 3 năm 2018 | Phát hành vào ngày 29 tháng 3 năm 2018 | Phát hành vào ngày 29 tháng 3 năm 2018 | Phát hành vào ngày 29 tháng 3 năm 2018 | Phát hành vào ngày 29 tháng 3 năm 2018 |
| STT                                    | Nhan đề                                | Phổ lời                                | Phổ nhạc                               | Nghệ sĩ                                | Thời lượng                             |
| -------------------------------------- | -------------------------------------- | -------------------------------------- | -------------------------------------- | -------------------------------------- | -------------------------------------- |
| 1.                                     | "Adult" (어른)                         | Seo Dong-sung, Lee Chi-hoon            | Park Sung-il                           | Sondia                                 | 04:20                                  |
| 2.                                     | "Adult (Inst.)" (어른 (Inst.))         |                                        | Park Sung-il                           |                                        | 04:20                                  |
| Tổng thời lượng:                       | Tổng thời lượng:                       | Tổng thời lượng:                       | Tổng thời lượng:                       | Tổng thời lượng:                       | 08:40                                  |

### OST Part 3
| Phát hành vào ngày 5 tháng 4 năm 2018 | Phát hành vào ngày 5 tháng 4 năm 2018           | Phát hành vào ngày 5 tháng 4 năm 2018 | Phát hành vào ngày 5 tháng 4 năm 2018 | Phát hành vào ngày 5 tháng 4 năm 2018 | Phát hành vào ngày 5 tháng 4 năm 2018 |
| STT                                   | Nhan đề                                         | Phổ lời                               | Phổ nhạc                              | Nghệ sĩ                               | Thời lượng                            |
| ------------------------------------- | ----------------------------------------------- | ------------------------------------- | ------------------------------------- | ------------------------------------- | ------------------------------------- |
| 1.                                    | "An Ordinary Day" (보통의 하루)                 | Park Asher                            | Park Asher                            | Jung Seung-hwan                       | 04:36                                 |
| 2.                                    | "An Ordinary Day (Inst.)" (보통의 하루 (Inst.)) |                                       | Park Asher                            |                                       | 04:36                                 |
| Tổng thời lượng:                      | Tổng thời lượng:                                | Tổng thời lượng:                      | Tổng thời lượng:                      | Tổng thời lượng:                      | 09:12                                 |

### OST Part 4
| Phát hành vào ngày 12 tháng 4 năm 2018 | Phát hành vào ngày 12 tháng 4 năm 2018 | Phát hành vào ngày 12 tháng 4 năm 2018 | Phát hành vào ngày 12 tháng 4 năm 2018 | Phát hành vào ngày 12 tháng 4 năm 2018 | Phát hành vào ngày 12 tháng 4 năm 2018 |
| STT                                    | Nhan đề                                | Phổ lời                                | Phổ nhạc                               | Nghệ sĩ                                | Thời lượng                             |
| -------------------------------------- | -------------------------------------- | -------------------------------------- | -------------------------------------- | -------------------------------------- | -------------------------------------- |
| 1.                                     | "Dear Moon"                            | IU                                     | Kim Je-hwi                             | Kim Je-hwi                             | 04:58                                  |
| 2.                                     | "Dear Moon (Inst.)"                    |                                        | Kim Je-hwi                             |                                        | 04:58                                  |
| Tổng thời lượng:                       | Tổng thời lượng:                       | Tổng thời lượng:                       | Tổng thời lượng:                       | Tổng thời lượng:                       | 09:56                                  |

### OST Part 5
| Phát hành vào ngày 19 tháng 4 năm 2018 | Phát hành vào ngày 19 tháng 4 năm 2018              | Phát hành vào ngày 19 tháng 4 năm 2018 | Phát hành vào ngày 19 tháng 4 năm 2018 | Phát hành vào ngày 19 tháng 4 năm 2018 | Phát hành vào ngày 19 tháng 4 năm 2018 |
| STT                                    | Nhan đề                                             | Phổ lời                                | Phổ nhạc                               | Nghệ sĩ                                | Thời lượng                             |
| -------------------------------------- | --------------------------------------------------- | -------------------------------------- | -------------------------------------- | -------------------------------------- | -------------------------------------- |
| 1.                                     | "One Million Roses" (백만송이 장미)                 | Sim Soo-bong                           | Raimonds Pauls                         | Ko Woo-rim                             | 04:40                                  |
| 2.                                     | "One Million Roses (Inst.)" (백만송이 장미 (Inst.)) |                                        | Raimonds Pauls                         |                                        | 04:40                                  |
| Tổng thời lượng:                       | Tổng thời lượng:                                    | Tổng thời lượng:                       | Tổng thời lượng:                       | Tổng thời lượng:                       | 09:20                                  |

### OST Part 6
| Phát hành vào ngày 26 tháng 4 năm 2018 | Phát hành vào ngày 26 tháng 4 năm 2018                       | Phát hành vào ngày 26 tháng 4 năm 2018 | Phát hành vào ngày 26 tháng 4 năm 2018 | Phát hành vào ngày 26 tháng 4 năm 2018 | Phát hành vào ngày 26 tháng 4 năm 2018 |
| STT                                    | Nhan đề                                                      | Phổ lời                                | Phổ nhạc                               | Nghệ sĩ                                | Thời lượng                             |
| -------------------------------------- | ------------------------------------------------------------ | -------------------------------------- | -------------------------------------- | -------------------------------------- | -------------------------------------- |
| 1.                                     | "Rainbow (Band Version)" (무지개는 있다 (Band ver.))         | Seo Dong-sung                          | Park Sung-il                           | Vincent Blue                           | 03:26                                  |
| 2.                                     | "Rainbow (Acoustic Version)" (무지개는 있다 (Acoustic ver.)) | Seo Dong-sung                          | Park Sung-il                           | O.WHEN                                 | 03:16                                  |
| Tổng thời lượng:                       | Tổng thời lượng:                                             | Tổng thời lượng:                       | Tổng thời lượng:                       | Tổng thời lượng:                       | 06:42                                  |

### OST Part 7
| Phát hành vào ngày 10 tháng 5 năm 2018 | Phát hành vào ngày 10 tháng 5 năm 2018                                              | Phát hành vào ngày 10 tháng 5 năm 2018 | Phát hành vào ngày 10 tháng 5 năm 2018 | Phát hành vào ngày 10 tháng 5 năm 2018 | Phát hành vào ngày 10 tháng 5 năm 2018 |
| STT                                    | Nhan đề                                                                             | Phổ lời                                | Phổ nhạc                               | Nghệ sĩ                                | Thời lượng                             |
| -------------------------------------- | ----------------------------------------------------------------------------------- | -------------------------------------- | -------------------------------------- | -------------------------------------- | -------------------------------------- |
| 1.                                     | "My Image Reflected In My Heart" (내 마음에 비친 내 모습)                           | Yoo Jae-ha                             | Yoo Jae-ha                             | Kwak Jin-eon                           | 04:33                                  |
| 2.                                     | "My Image Reflected In My Heart (Piano Ver.)" (내 마음에 비친 내 모습 (Piano Ver.)) | Yoo Jae-ha                             | Yoo Jae-ha                             | Kwak Jin-eon                           | 04:53                                  |
| Tổng thời lượng:                       | Tổng thời lượng:                                                                    | Tổng thời lượng:                       | Tổng thời lượng:                       | Tổng thời lượng:                       | 09:26                                  |

## Ratings
Trong bảng thống kê sau, số màu xanh biểu diễn rating thấp nhất và số màu đỏ biểu diễn rating cao nhất.
| Tập #        | Ngày chiếu   | Tỷ lệ khán giả trung bình | Tỷ lệ khán giả trung bình | Tỷ lệ khán giả trung bình | Tỷ lệ khán giả trung bình |
| Tập #        | Ngày chiếu   | AGB Nielsen Ratings       | AGB Nielsen Ratings       | TNmS Ratings              |                           |
| Tập #        | Ngày chiếu   | Toàn quốc                 | Seoul                     | TNmS Ratings              |                           |
| ------------ | ------------ | ------------------------- | ------------------------- | ------------------------- | ------------------------- |
| 1            | 21/03/2018   | 3.923%                    | 4.467%                    | 4.6%                      |                           |
| 2            | 22/03/2018   | 4.133%                    | 4.786%                    | 4.1%                      |                           |
| 3            | 28/03/2018   | 3.373%                    | 4.102%                    | 3.9%                      |                           |
| 4            | 29/03/2018   | 3.611%                    | 3.851%                    | 4.3%                      |                           |
| 5            | 04/04/2018   | 3.936%                    | 4.838%                    | 3.7%                      |                           |
| 6            | 05/04/2018   | 4.038%                    | 4.468%                    | 4.6%                      |                           |
| 7            | 11/04/2018   | 4.487%                    | 5.234%                    | 4.7%                      |                           |
| 8            | 12/04/2018   | 5.313%                    | 5.671%                    | 4.6%                      |                           |
| 9            | 18/04/2018   | 4.803%                    | 5.413%                    | 3.8%                      |                           |
| 10           | 19/4/2018    | 5.824%                    | 6.472%                    | 5.6%                      |                           |
| 11           | 25/4/2018    | 4.965%                    | 5.926%                    | 4.6%                      |                           |
| 12           | 26/4/2018    | 6.035%                    | 6.572%                    | 5.5%                      |                           |
| 13           | 9/5/2018     | 5.635%                    | 6.227%                    | 5.3%                      |                           |
| 14           | 10/5/2018    | 6.468%                    | 7.374%                    | 5.5%                      |                           |
| 15           | 16/5/2018    | 5.819%                    | 6.221%                    | 5.7%                      |                           |
| 16           | 17/5/2018    | 7.352%                    | 8.170%                    | 7.2%                      |                           |
| Tập đặc biệt | Tập đặc biệt | 3.187%                    | 4.008%                    | 3.0%                      |                           |

- Bộ phim này được chiếu trên một kênh truyền hình cab/ truyền hình trả tiền nên rating sẽ thấp hơn so với các bộ phim chiếu trên các kênh miễn phí thuộc các đài truyền hình quốc gia như KBS, SBS, MBC, EBS.
- Với rating tập cuối đạt 7.352% toàn quốc, Ông chú của tôi đã lọt vào top 10 bộ phim có rating cao nhất trong lịch sử đài TvN tính tới thời điểm kết thúc bộ phim (17/5/2018).